# Tarp
Tarp település Németországban, Schleswig-Holstein tartományban. Lakosainak száma 6101 fő (2023. december 31.). Tarp Oeversee, Sieverstedt és Wanderup községekkel határos.

## A község részei
- Keelbek (dánul: Kilbæk v. Kjeldbæk)
- Kielswang (dánul: Kildevang)
- Tarp
- Tornschau (dánul: Tornskov)

## Népesség
A település népességének változása:
| Lakosok száma | 4415 | 5651 | 6037 | 6088 | 6101 |
|               | 1975 | 2019 | 2021 | 2022 | 2023 |

## Képek

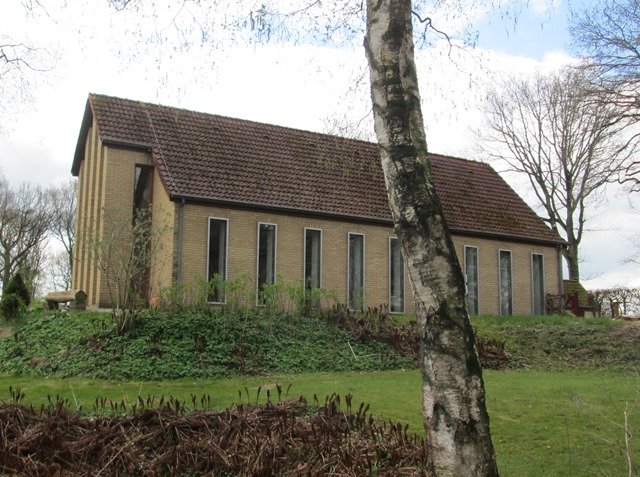
A dán templom (Tarp danske kirke)
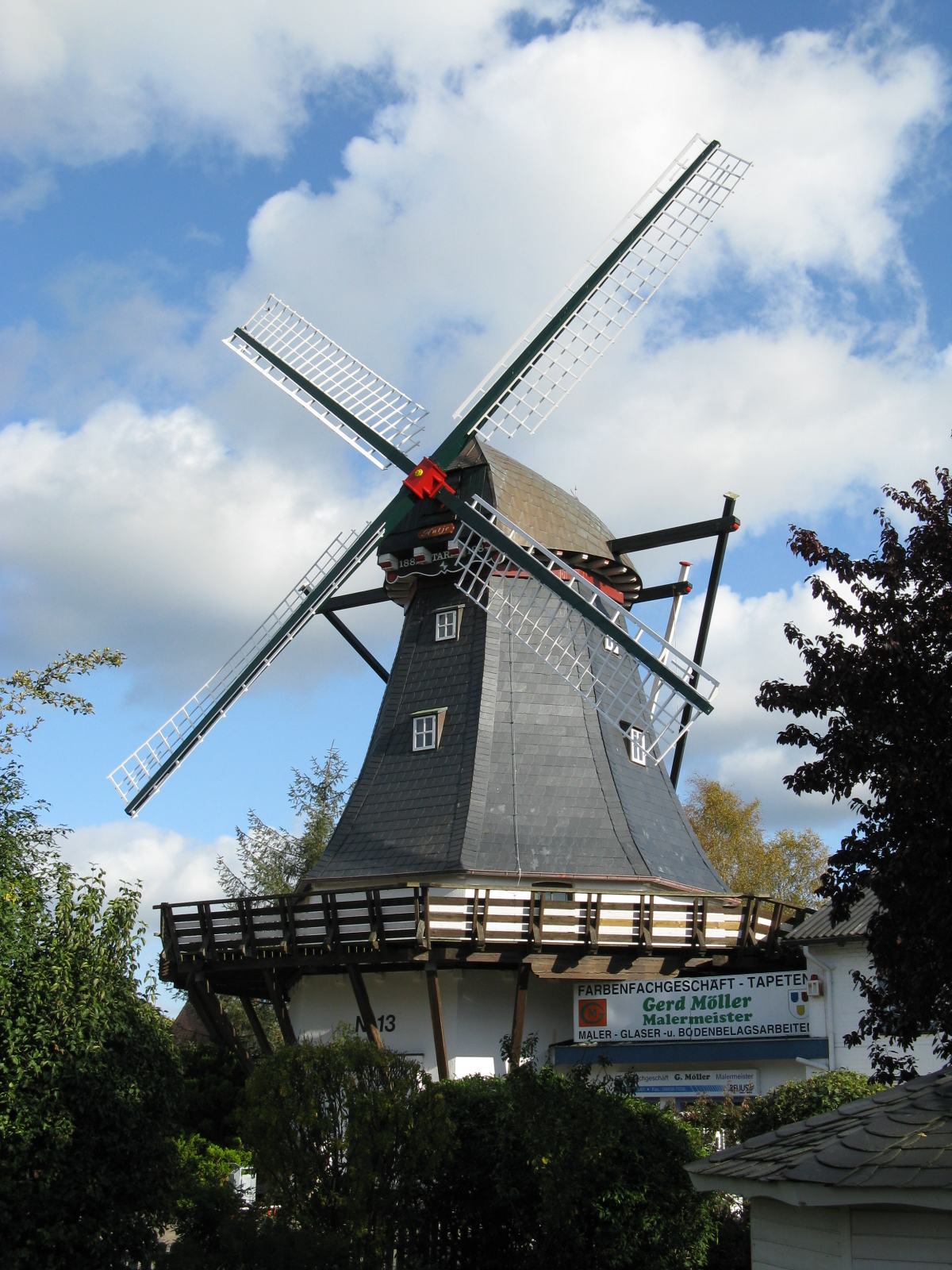
A holland szélmalom
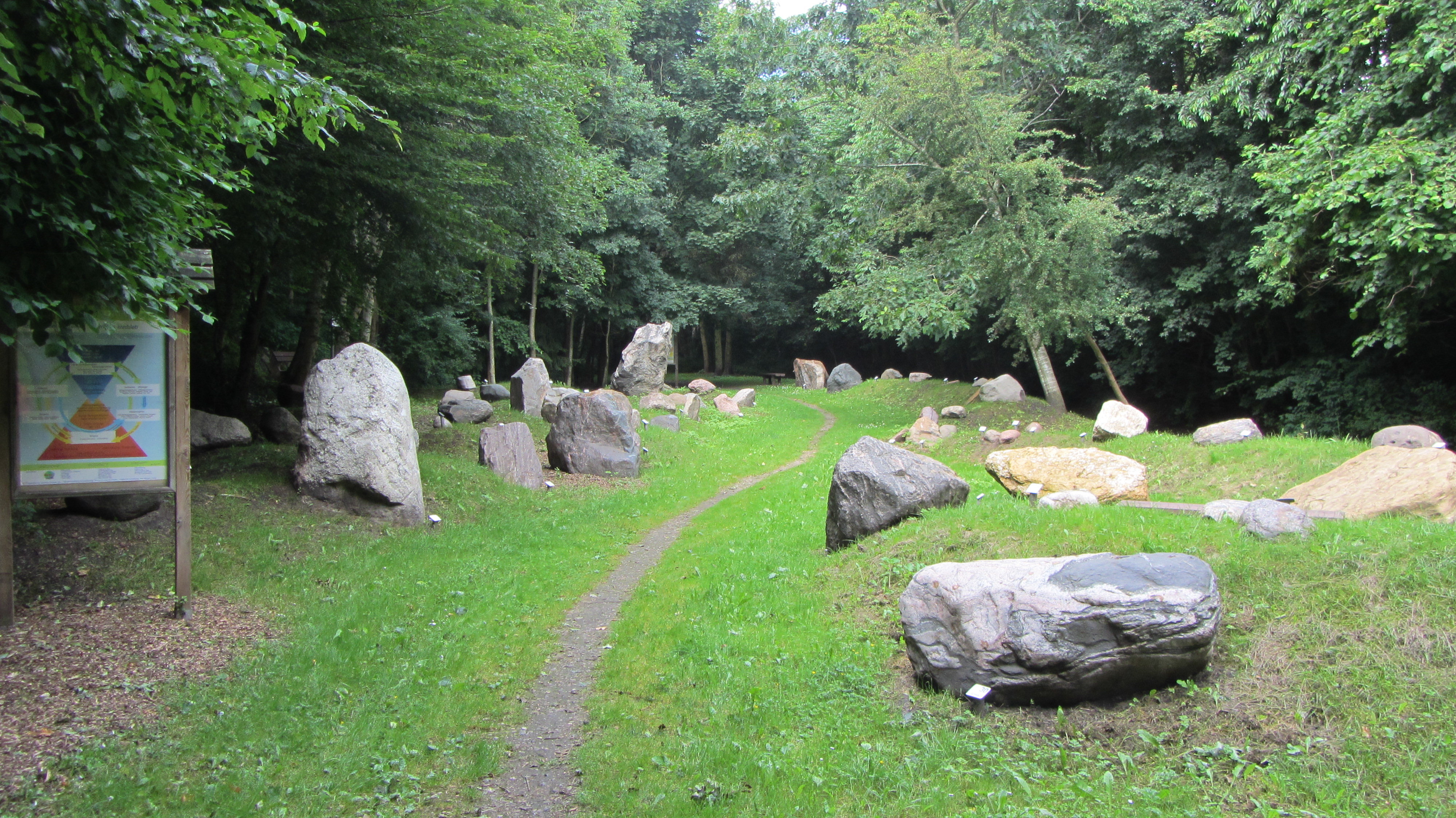
A vándorkövek kertje